# L'Ara aux sept couleurs
L'Ara aux sept couleurs (七色いんこ, Nanairo Inko) (en anglais Rainbow Parakeet) est un shōnen manga créé par Osamu Tezuka. Il a été prépublié dans le magazine Weekly Shōnen Champion de l'éditeur Akita Shoten entre mars 1981 et mai 1983 puis publié en sept volumes reliés entre septembre 1981 et octobre 1982. L'édition française a été publiée en cinq volumes par Asuka entre mars 2004 et novembre 2004.

## Synopsis
L'histoire met en scène un comédien de génie dont la véritable identité reste secrète. Surnommé l'« Ara aux sept couleurs », cet homme a pour habitudes de ne faire que des remplacements de dernière minute. Cependant ses excellentes prestations au pied levé cachent une autre facette du personnage, en effet il excelle aussi en tant que voleur, il use de son génie imitateur pour accomplir ses méfaits. Pour cela, il est activement recherché par la police, une jeune inspectrice opiniâtre malgré ses échecs s'occupera de cette affaire. Finalement à force de rencontres avec lui, elle en tombera amoureuse.

## Manga

### Publication
Initialement publié par Akita Shoten, le manga a également été publié par Kōdansha dans la collection des Œuvres complètes de Tezuka en sept volumes reliés entre février 1994 et décembre 1994 puis réédité en trois volumes sous le format bunko en août 2011.

## Liste des volumes
| no | Japonais         | Japonais          | Français         | Français          |
| no | Date de sortie   | ISBN              | Date de sortie   | ISBN              |
| -- | ---------------- | ----------------- | ---------------- | ----------------- |
| 1  | 16 avril 1994    | 978-4-06-175941-1 | 24 mars 2004     | 978-2-8496-5007-3 |
| 2  | 17 mai 1994      | 978-4-06-175942-8 | 17 mai 2004      | 978-2-8496-5008-0 |
| 3  | 17 juin 1994     | 978-4-06-175943-5 | 13 juillet 2004  | 978-2-8496-5010-3 |
| 4  | 17 août 1994     | 978-4-06-175944-2 | 28 octobre 2004  | 978-2-8496-5030-1 |
| 5  | 17 octobre 1994  | 978-4-06-175945-9 | 25 novembre 2004 | 978-2-8496-5032-5 |
| 6  | 17 novembre 1994 | 978-4-06-175946-6 |                  |                   |
| 7  | 14 décembre 1994 | 978-4-06-175947-3 |                  |                   |

### Édition japonaise
Kōdansha
1. 1 2  (ja) « Tome 1 ».
2. 1 2  (ja) « Tome 2 ».
3. 1 2  (ja) « Tome 3 ».
4. 1 2  (ja) « Tome 4 ».
5. 1 2  (ja) « Tome 5 ».
6. 1 2  (ja) « Tome 6 ».
7. 1 2  (ja) « Tome 7 ».

### Édition française
Asuka
1. 1 2  (fr) « Tome 1 », sur manga-sanctuary.com.
2. 1 2  (fr) « Tome 2 », sur manga-sanctuary.com.
3. 1 2  (fr) « Tome 3 », sur manga-sanctuary.com.
4. 1 2  (fr) « Tome 4 », sur manga-sanctuary.com.
5. 1 2  (fr) « Tome 5 », sur manga-sanctuary.com.